# Plaza de Armas de Piura
La Plaza Mayor de Piura, comúnmente conocida como Plaza de Armas de Piura, es el principal espacio público de la ciudad de Piura, capital del departamento homónimo, en el noroeste del Perú. Situada en el centro histórico de la ciudad, constituye el eje fundacional y urbano de Piura desde su establecimiento como núcleo colonial en el siglo XVI. Desde su traza original, dispuesta conforme al modelo de damero español, ha funcionado como centro político, social, religioso y comercial de la ciudad.

## Historia
La ciudad de Piura fue fundada inicialmente el 15 de agosto de 1532 por Francisco Pizarro bajo el nombre de «San Miguel de Tangarará», convirtiéndose en la primera ciudad española en Sudamérica. Debido a diversos problemas como enfermedades, escasez de agua y conflictos con las poblaciones locales, la ciudad fue trasladada varias veces en busca de mejores condiciones. Finalmente, en 1588, San Miguel fue reubicada en el valle del río Piura, donde se estableció definitivamente. Siguiendo las ordenanzas de urbanismo de la Corona Española, se estableció una plaza mayor en el centro del trazado urbano, alrededor de la cual se dispusieron los principales edificios administrativos y religiosos. Este diseño reflejaba el modelo de damero, característico de las ciudades coloniales españolas.
La plaza original era un espacio amplio y despejado, destinado a servir como punto de reunión para actividades cívicas, religiosas y comerciales. Con el tiempo, se fueron incorporando elementos que enriquecieron su entorno y funcionalidad. Durante la Inmigración colombiana al Perú, ciudadanos colombianos residentes en Piura colocaron en el centro de la Plaza una estatua de madera que representaba a Policarpa Salavarrieta, conocida como «La Pola», heroína de la independencia colombiana.
En 1870, durante el gobierno del presidente José Balta, se colocó en el centro de la plaza la escultura conocida como «Alegoría de la Libertad», comúnmente llamada «La Pola». Esta estatua de mármol de Carrara representa a una figura femenina que simboliza la libertad. La escultura reemplazó a la estatua de Policarpa Salavarrieta. A pesar del cambio, la nueva escultura continuó siendo referida por los piuranos como «La Pola».
A finales del siglo XIX, se emprendieron esfuerzos para embellecer la plaza mediante la plantación de árboles. Se dice que veinticuatro plantas de tamarindo fueron donadas por el ciudadano alemán Fernando Reuche y sembradas alrededor de 1870. La tradición cuenta que el señor Manuel Saldarriaga las abonó con sangre de toro para asegurar su crecimiento. Estos árboles, junto con otras especies como algarrobos, ficus, crotos, cucardas, poncianas y papelillos, proporcionan sombra y frescura a la plaza, convirtiéndola en un lugar de esparcimiento para los habitantes de la ciudad.
El 9 de noviembre de 1987, fue declarada por el Ministerio de Cultura como Patrimonio Cultural de la Nación con RM N.º 303-1987-ED.
En julio de 2023, durante trabajos de remodelación en la plaza, se descubrieron estructuras de un antiguo pozo de agua que habría abastecido a la población piurana hasta la década de 1960. Este hallazgo reveló la existencia de escaleras que permitían a los ciudadanos acceder al agua para sus actividades diarias. La Dirección Desconcentrada de Cultura propuso exhibir este pozo como parte del patrimonio histórico de la ciudad.

## Descripción
Tiene un diseño de corte español cuadrado y está rodeada por árboles como algarrobos, ficus, crotos, cucardas, poncianas y papelillos, que proporcionan sombra y frescura. En su perímetro se encuentran edificaciones importantes, incluyendo la Municipalidad Provincial de Piura y la Basílica Catedral de Piura.

## Remodelaciones y controversias
En marzo de 2023, la Municipalidad Provincial de Piura inició obras de remodelación y mantenimiento en la plaza debido a su deterioro por antigüedad y daños causados por el Fenómeno del Niño en 2017. Los trabajos incluyeron la renovación de baldosas, mantenimiento de pérgolas y bancas, y mejoras en jardineras, con una inversión de aproximadamente 1 millón de soles. Sin embargo, la obra enfrentó críticas y contratiempos. La gestión anterior aprobó el expediente técnico sin la debida coordinación con el Ministerio de Cultura, lo que generó paralizaciones y ampliaciones de plazo. Además, se impuso una multa de 1 Unidad Impositiva Tributaria a la constructora Única SAC por irregularidades en la ejecución de la obra.